# هایائو میازاکی
هایائو میازاکی (宮崎 駿 Miyazaki Hayao, زاده ۵ ژانویه ۱۹۴۱) انیماتور، کارگردان، تهیه‌کننده، فیلم‌نامه‌نویس، نویسنده و مانگاکای ژاپنی و یکی از بنیانگذاران استودیو جیبلی است، میازاکی به عنوان یک داستان‌نویس چیره‌دست و سازنده فیلم‌های سینمایی پویانمایی مورد تحسین بین‌المللی قرار گرفته است و از نظر رسانه‌ها، به عنوان یکی از برجسته‌ترین فیلمسازان تاریخ پویانمایی محسوب می‌شود.
میازاکی در بونکیو-کو، توکیو متولد شد و از همان کودکی به مانگا و انیمیشن علاقه نشان داد و در سال ۱۹۶۳ به استودیو توئی انیمیشن پیوست. در سال‌های ابتدایی حضور در توئی انیمیشن، به عنوان طراح میانی مشغول به کار بود و بعداً با کارگردان ایسائو تاکاهاتا همکاری کرد. از فیلم‌های برجسته‌ای که میازاکی در توئی انیمیشن مشارکت داشت شامل داگی مارچ و سفرهای گالیور در آن سوی ماه است. همچنین او فریم کلیدی فیلم‌های دیگر توئی انیمیشن مانند گربه چکمه‌پوش (۱۹۶۹) و جزیره گنج حیوانات (۱۹۷۱) را ساخت. میازاکی پس از انتقال به استودیو زیوآی آیزو در سال ۱۹۷۳ (که بعداً به نیپون انیمیشن معروف شد) به عنوان انیماتور بر مجموعه تئاتر شاهکار جهان کار کرد و مجموعه تلویزیونی پسر آینده کانن (۱۹۷۸) را کارگردانی کرد. در سال ۱۹۷۹ برای کارگردانی اولین فیلم سینمایی خود، قلعه کاگلیوسترو و مجموعهٔ تلویزیونی شرلوک هوند به استودیو توکیو مووی شینشا پیوست. در همان دوره، او شروع به نوشتن و تصویرگری مانگا نائوشیکا از دره باد (۱۹۸۲–۱۹۹۴) کرد و از اقتباس همان مانگا، فیلم نائوشیکا از دره باد (۱۹۸۴) را در استودیو تاپ‌کرفت کارگردانی کرد.
میازاکی در سال ۱۹۸۵ یکی از بنیانگذاران استودیو جیبلی بود و فیلم‌های زیادی را در استودیو جیبلی کارگردانی کرد، از جمله لاپوتا قلعه‌ای در آسمان (۱۹۸۶)، همسایه من توتورو (۱۹۸۸)، سرویس تحویل کی‌کی (۱۹۸۹) و پورکو روسو (۱۹۹۲). این فیلم‌ها در ژاپن با موفقیت هنری و تجاری روبرو شدند. شاهزاده مونونوکه اولین فیلم انیمیشنی میازاکی بود که برنده جایزه آکادمی ژاپن برای بهترین فیلم سال شد و پس از اکران در سال ۱۹۹۷ برای مدت کوتاهی به پردرآمدترین گیشه ژاپن تبدیل شد. توزیع فیلم شاهزاده مونونوکه به جهان غرب، باعث افزایش محبوبیت و نفوذ استودیو جیبلی در خارج از ژاپن شد. فیلم شهر اشباح در سال ۲۰۰۱ به پردرآمدترین فیلم تاریخ ژاپن تبدیل شد، و در هفتاد و پنجمین دوره جوایز اسکار برنده جایزه اسکار بهترین فیلم پویانمایی شد و اغلب در میان بزرگ‌ترین فیلم‌های دهه ۲۰۰۰ قرار دارد. همچنین فیلم‌های بعدی میازاکی قلعه متحرک هاول (۲۰۰۴)، پونیو (۲۰۰۸) و باد برمی‌خیزد (۲۰۱۳) از موفقیت‌های هنری و تجاری برخوردار شدند. پس از اکران فیلم باد برمی‌خیزد، میازاکی از بازنشستگی خود در عرصه فیلم‌های سینمایی خبر داد ولی در سال ۲۰۱۶ به کار ساخت فیلم بلند سینمایی چطور زندگی می‌کنی؟ بازگشت.
آثار میازاکی با مضامینی مانند رابطه بشریت با طبیعت و فناوری، اشاره به سالم بودن الگوهای طبیعی و سنتی زندگی، اهمیت هنر و صنعت و دشواری حفظ صلح‌جویی در جهانی خشن جریان دارد. قهرمانان فیلم‌های او اغلب دختران قوی یا زنان جوان هستند. آثار میازاکی بسیار مورد ستایش و جوایز قرار گرفته است. در نوامبر ۲۰۱۲ بخاطر مشارکت‌های برجسته فرهنگی، عنوان «شخصیت دارای شایستگی فرهنگی» را دریافت کرد و در نوامبر ۲۰۱۴، برای تأثیر در انیمیشن و سینما، جایزه اسکار افتخاری را دریافت نمود. از میازاکی به عنوان منبع الهام بسیاری از انیماتورها، کارگردانان و نویسندگان نام برده شده است.

## اوایل زندگی
هایائو میازاکی در ۵ ژانویه ۱۹۴۱، در بونکیو-کو، به عنوان دومین فرزند از چهار پسر به دنیا آمد. پدرش، کاتسوجی میازاکی (ح. ۱۹۱۵ – ۱۸ مارس ۱۹۹۳)، مدیر هواپیمای میازاکی بود که در جنگ جهانی دوم سکان هواپیماهای جنگنده تولید می‌کرد. در اوایل زندگی میازاکی، تجارت هواپیماسازی به خانوادهٔ وی اجازه داد تا زندگی مرفه‌ای داشته باشند. در سال ۱۹۴۴، زمانی که میازاکی سه ساله بود، خانواده‌اش به شهر اوتسونومیا نقل مکان کردند. پس از بمباران شهر اوتسونومیا در ژوئیه ۱۹۴۵، خانواده میازاکی برای مدتی به شهر کانوما نقل مکان کردند. این بمباران تأثیر ماندگاری بر میازاکی گذاشت که در آن زمان چهار ساله بود. مادر میازاکی از سال ۱۹۴۷ تا ۱۹۵۵ از بیماری سل نخاعی رنج می‌برد و چند سال در خانه از او نگهداری شد، ولی بعداً در بیمارستان بستری شد. مادر میازاکی زن سخت‌گیر و روشنفکری بود که مرتباً «هنجارهای پذیرفته‌شده اجتماعی» را زیر سؤال می‌برد. وی در ژوئیه ۱۹۸۳ در ۷۱ سالگی درگذشت.
میازاکی در سال ۱۹۴۷، در یک مدرسه ابتدایی در شهر اوتسونومیا، مدرسه را شروع کرد و کلاس‌های اول تا سوم را به پایان رساند. بعد از بازگشت خانواده‌اش به منطقه سوگینامی-کو، میازاکی در همین منطقه به تحصیلش تا پایان دوره دبیرستان ادامه داد. او آرزو داشت که یک هنرمند مانگا شود،  اما متوجه شد که نمی‌تواند انسان‌ها را طراحی کند. در عوض، او چندین سال فقط هواپیما، تانک و جنگنده کشید. میازاکی تحت تأثیر چندین هنرمند مانگا مانند تتسوجی فوکوشیما، سوجی یاماکاوا و اوسامو تزوکا قرار گرفت. او بسیاری از کارهای اولیه خود را نابود کرد، زیرا معتقد بود که «حالت بدی» است که سبک تزوکا اوسامو را کپی کند و مانع پیشرفت یک هنرمند می‌شود.
در طول سومین سال تحصیل در دبیرستان، علاقه میازاکی به انیمیشن پاندا و مار جادویی (۱۹۵۸) برانگیخته شد. او «عاشق» قهرمان فیلم شد و تأثیر شدیدی روی او گذاشت. میازاکی پس از فارغ‌التحصیلی از دبیرستان، در دانشگاه گاکوشوئین در توکیو تحصیل کرد و عضوی از «باشگاه تحقیقاتی ادبیات کودکان» بود که در آن زمان «نزدیک‌ترین چیز به یک کلوپ کمیک» محسوب می‌شد. در اوقات فراغت، میازاکی از مدرسه راهنمایی به دیدار معلم هنر خود می‌رفت و در کنار او طرح می‌کشید و آنان «در مورد سیاست، زندگی، همه چیز صحبت می‌کردند». میازاکی در سال ۱۹۶۳ در رشتهٔ علوم سیاسی و علم اقتصاد از دانشگاه گاکوشوئین فارغ‌التحصیل شد.

## حرفه

### اوایل

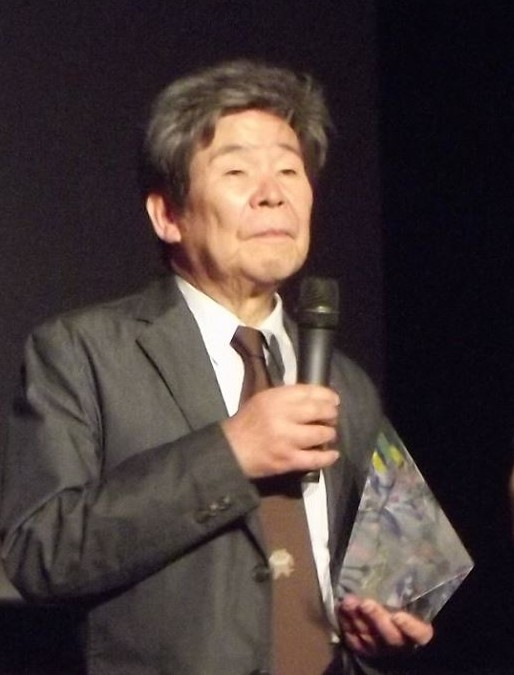
میازاکی نخستین بار با ایسائو تاکاهاتا در سال ۱۹۶۴ کار کرد که باعث ایجاد یک همکاری و دوستی مادام العمر بین آن دو شد.

در سال ۱۹۶۳، میازاکی در توئی انیمیشن استخدام شد. او به عنوان طراح میانی بر روی انیمه داگی مارچ و انیمیشن تلویزیونی کن پسر گرگ‌نما (هر دو در سال ۱۹۶۳) کار کرد و بر سفرهای گالیور در آن سوی ماه (۱۹۶۴) نیز کار کرد. او بلافاصله پس از ورود، فعالیت‌های کارگری را در یک اجتماع رهبری کرد و در سال ۱۹۶۴ دبیر ارشد اتحادیه کارگری توئی شد. میازاکی بعداً به عنوان انیماتور ارشد، هنرمند طراحی و طراح صحنه در فیلم ماجراجویی بزرگ هوروس، شاهزاده خورشید (۱۹۶۸) کار کرد. در طول تولید فیلم، میازاکی با مربی خود، یاسو اوتسوکا، همکاری نزدیک داشت که رویکرد اوتسوکا نسبت به انیمیشن، تأثیر عمیقی در کار میازاکی بر جای گذاشت. این فیلم به کارگردانی ایسائو تاکاهاتا، که میازاکی با او تا پایان عمر ایسائو تاکاهاتا همکاری کرد، بسیار مورد تحسین قرار گرفت و به عنوان یک اثر محوری در تکامل انیمیشن شناخته شد.
میازاکی با نام مستعار آکیتسو سوبورو، مانگای مردم صحرا را نوشت و تصویرگری کرد و در ۲۶ قسمت بین سپتامبر ۱۹۶۹ تا مارس ۱۹۷۰ در روزنامه پسران و دختران منتشر نمود. او تحت تأثیر داستان‌های مصور مانند ارباب شیطان کویر قرار گرفت. همچنین میازاکی کلید انیمیشن فیلم گربه چکمه‌پوش (۱۹۶۹) به کارگردانی کیمیو یابوکی را تهیه نمود. او یک مجموعه ۱۲ فصلی مانگا را به عنوان بستر تبلیغاتی برای فیلم گربه چکمه‌پوش ایجاد کرد که از ژانویه تا مارس ۱۹۶۹ در نسخه یکشنبه روزنامه توکیو شیمبون منتشر شد. بعداً میازاکی صحنه‌هایی برای فیلم‌نامه کشتی هوایی فانتوم (۱۹۶۹) پیشنهاد داد که تانک‌های نظامی در مرکز شهر توکیو، انفجار گسترده‌ای را ایجاد می‌کنند، در نتیجه او برای نوشتن فیلمنامهٔ مصور و متحرک سازی صحنه‌ها استخدام شد. در سال ۱۹۷۱، او طرح، ساختار و شخصیت‌ها را برای فیلم اقتباسی جزیره گنج حیوانات توسعه داد. وی مانگای ۱۳ قسمتی را تهیه کرد که از ژانویه تا مارس ۱۹۷۱ در روزنامه توکیو شیمبون چاپ شد. میازاکی همچنین کلید انیمیشن علی‌بابا و چهل دزد (۱۹۷۱) را ساخت.
میازاکی در اوت ۱۹۷۱ توئی انیمیشن را ترک کرد و در استودیو ای-پرو استخدام شد،  او با نام مستعار تروکی توتومو با همکاری ایسائو تاکاهاتا، ۲۳ قسمت از مجموعه تلویزیونی لوپن سوم قسمت ۱ را کارگردانی کرد. در آن زمان، میازاکی و تاکاهاتا پیش تولید مجموعه ای بر اساس کتاب‌های پی‌پی جوراب‌بلند نوشته آسترید لیندگرن را آغاز کردند؛ این مجموعه پس از دیدار میازاکی و تاکاهاتا با آسترید لیندگرن لغو شد و اجازهٔ تکمیل پروژه رد شد. در سال ۱۹۷۲ و ۱۹۷۳، میازاکی به کارگردانی تاکاهاتا فیلم کوتاه پاندا! برو، پاندا! را نوشت، طراحی و متحرک سازی کرد. پس از انتقال از استودیو ای-پرو به استودیو زیوآی آیزو در ژوئن ۱۹۷۳، میازاکی و تاکاهاتا بر مجموعه تئاتر شاهکار جهان کار کردند و مجموعه هایدی، دختر آلپ اقتباس شده از رمان هایدی نوشته یوهانا اشپیری را به نمایش گذاشتند. در ژوئیه ۱۹۷۵ استودیو زیوآی آیزو تحت نام نیپون انیمیشن ادامه داد. همچنین میازاکی مجموعه تلویزیونی پسر آینده کانن (۱۹۷۸) را کاگردانی کرد که اقتباسی از رمان جزر و مد شگفت‌انگیز نوشته الکساندر کی بود.

### رسیدن به موفقیت
میازاکی در سال ۱۹۷۹، هنگام تولید مجموعه آن شرلی با موهای قرمز، استودیو نیپون انیمیشن را ترک کرد. او طراح صحنه پانزده قسمت اول آن شرلی با موهای قرمز بود و قسمت‌ها را سازماندهی کرد. او برای کارگردانی اولین فیلم انیمیشن بلند خود، قلعه کاگلیوسترو (۱۹۷۹)، به شرکت تلکام انیمیشن فیلم، زیرمجموعه تی‌ام‌اس انترتینمنت نقل مکان کرد. میازاکی در نقش خود در تلکام انیمیشن فیلم، به آموزش موج دوم کارمندان جدید کمک کرد. میازاکی در سال ۱۹۸۱ شش قسمت از مجموعه شرلوک هوند را کارگردانی کرد ولی بخاطر مشکلات مربوط به املاک آرتور کانن دویل، مجموعه توقف تولید شد؛ تا زمان حل مشکلات، میازاکی مشغول پروژه‌های دیگر بود و قسمت‌های باقیمانده را کیوسوکه میکوریا کارگردانی کرد که از نوامبر ۱۹۸۴ تا مه ۱۹۸۵ پخش شدند. میازاکی با الهام از داستان عامیانه «شاهزاده ای که سگ شد» در منطقه تبت، رمان گرافیکی سفر شونا را نوشت. این رمان در ژوئن ۱۹۸۳ توسط توکوما شوتن منتشر شد و در سال ۱۹۸۷ در رادیو نیز پخش شد. یادداشت‌های خیال‌پردازانه هایائو میازاکی به‌طور نامنظم از نوامبر ۱۹۸۴ تا اکتبر ۱۹۹۴ به عنوان  منتخبی از داستان‌های دریافتی رادیو در سال ۱۹۹۵ نیز پخش شدند.
پس از اکران فیلم قلعه کاگلیوسترو، میازاکی شروع به کار بر روی ایده‌های خود برای اقتباس فیلمی از کتاب کمیک رولف نوشته ریچارد کوربن کرد و ایده را به یوتاکا فوجیوکا در تی‌ام‌اس انترتینمنت ارائه داد. در نوامبر ۱۹۸۰، پیشنهادی برای دستیابی به حقوق فیلم تهیه شد. در همان زمان، میازاکی از طرف تحریریه مجله انیمج، برای نوشتن یک سری مقالات، پیشنهاد دریافت کرد. در طول مکالمات بعدی، او کتاب‌های خود را به آنان نشان داد و در مورد طرح‌های انیمیشن با سردبیران مجله توشیو سوزوکی و اوسامو کامیما، که توانایی همکاری در زمینه توسعه انیمیشن را داشتند، بحث کرد. دو پیشنهاد داده شد: قلعه شیاطین متخاصم، که در دوره سنگوکو جریان داشت و دیگری اقتباسی از رمان رولف نوشته ریچارد کوربن. هر دو پیشنهاد رد شدند، زیرا شرکت تمایلی به تأمین بودجه پروژه‌هایی نداشت که مانگای آن از قبل موجود باشد و حقوق اقتباس از رولف هم نمی‌توانست تأمین شود. توافقی حاصل شد که میازاکی می‌تواند طرح‌ها و ایده‌های خود را در قالب یک مانگا برای مجله بفرستد ولی با این شرط که مانگا هرگز به فیلم تبدیل نشود. مانگا با نام نائوشیکا از دره باد از فوریه ۱۹۸۲ تا مارس ۱۹۹۴ منتشر شد. داستان شامل هفت جلد بود و در مجموع ۱۰۶۰ صفحه داشت. میازاکی اغلب قسمت‌ها را با مداد می‌کشید و به صورت تک رنگ با جوهر رنگ قهوه‌ای، آنان را رنگ آمیزی می‌کرد. میازاکی در نوامبر ۱۹۸۲ از تلکام انیمیشن فیلم استعفا داد.

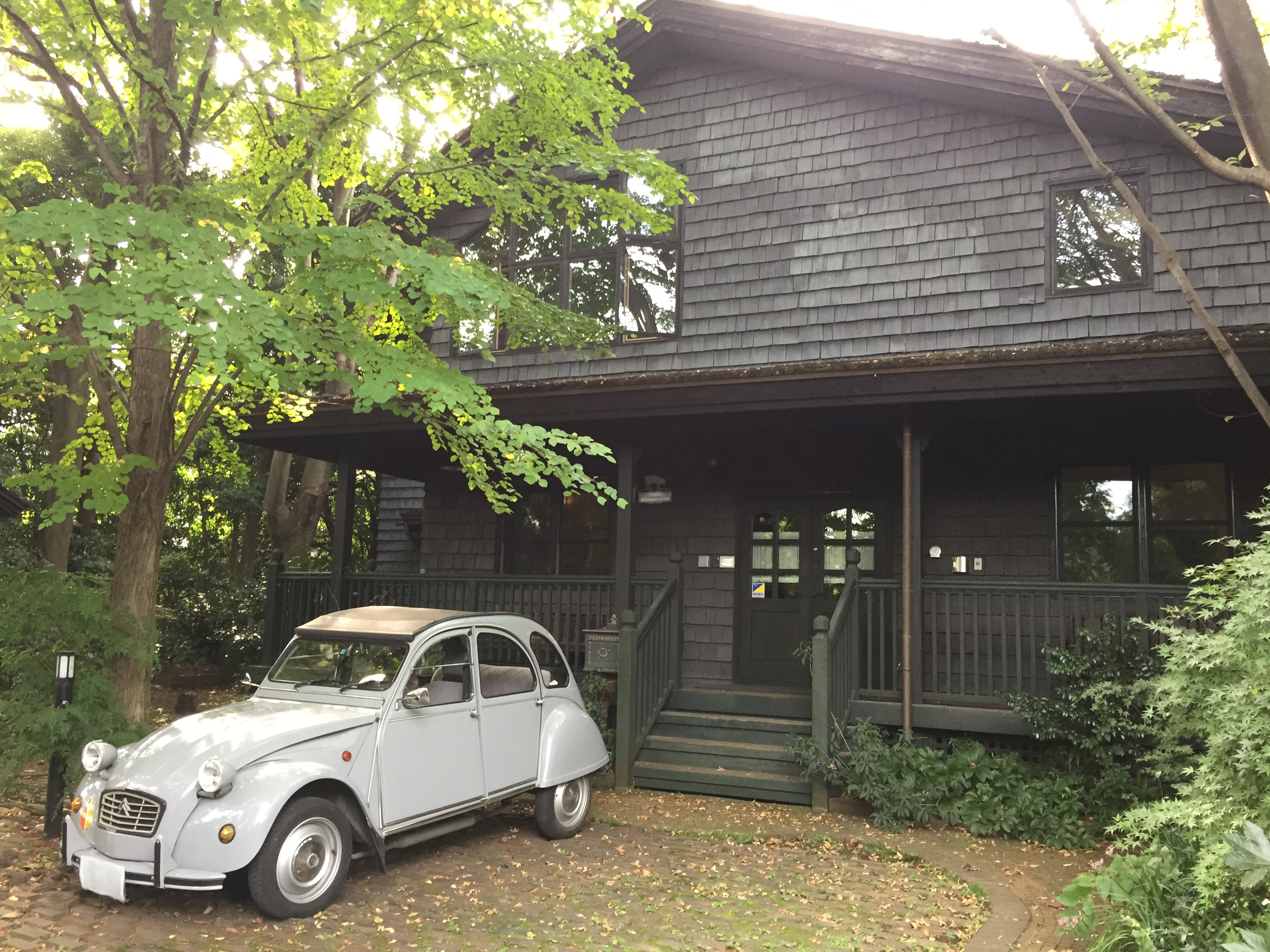
میازاکی در سال ۱۹۸۴ استودیوی شخصی خود با نام نیباریکی را افتتاح کرد.

به دنبال موفقیت مانگای نائوشیکا از دره باد، یاسویوشی توکوما، بنیانگذار توکوما شوتن، میازاکی را تشویق کرد تا بر روی اقتباس فیلم کار کند. میازاکی در ابتدا مخالفت کرد، اما به شرطی که بتواند فیلم را خودش کارگردانی کند، موافقت کرد. برای ایجاد یک جهان آلوده، میازاکی ایده مسمومت با جیوه در خلیج میناماتا و چگونگی واکنش و رشد طبیعت در یک محیط مسموم شده را ارائه داد. میازاکی و تاکاهاتا استودیوی کوچک تاپ‌کرفت را برای انیمیشن سازی فیلم انتخاب کردند، زیرا معتقد بودند که فقط استعداد هنری آنان می‌تواند فضای پیچیده مانگا را به فیلم منتقل کند. پیش تولید در ۳۱ مه ۱۹۸۳ آغاز شد. میازاکی مجبور بود تنها با شانزده فصل از مانگا، فیلم‌نامه را تهیه کند، که با مشکلاتی روبرو شد. تاکاهاتا برای ساختن موسیقی متن فیلم، از نوازنده تازه‌کار، جو هیسایشی استفاده کرد. فیلم نائوشیکا از دره باد در ۱۱ مارس ۱۹۸۴ اکران شد. در گیشه ۱٫۴۸ میلیارد ین درآمد کسب کرد و در توزیع ۷۴۲ میلیون ین نیز به دست آورد. این فیلم اغلب به عنوان کارهای اصلی میازاکی دیده می‌شود و باعث شهرت او به عنوان یک انیماتور شد. فیلم بخاطر نمایش جنبه مثبت زن، مخصوصاً شخصیت اصلی نائوشیکا مورد ستایش قرار گرفت. بسیاری از منتقدان فیلم نائوشیکا از دره باد را دارای موضوعات ضد جنگ و فمینیستی عنوان کردند؛ اما خود میازاکی می‌گوید که فقط قصد ارائه سرگرمی را دارد. این همکاری در هر دو زمینه ساخت مانگا و فیلم بسیار موفقیت‌آمیز بود. در آوریل ۱۹۸۴، میازاکی دفتر خود را در منطقه سوگینامی-کو، توکیو افتتاح کرد و نام آن را نیباریکی گذاشت.

### استودیو جیبوری

#### اوایل فیلم‌ها (۱۹۸۵–۱۹۹۶)
در ژوئن ۱۹۸۵، میازاکی، ایسائو تاکاهاتا، توکوما و توشیو سوزوکی با بودجه باقی مانده از مجله توکوما شوتن، شرکت تولید انیمیشن استودیو جیبلی را تأسیس کردند. اولین فیلم استودیو جیبوری، لاپوتا قلعه‌ای در آسمان (۱۹۸۶)، از همان گروه تولیدکننده فیلم نائوشیکا بود. برای طراحی محیط‌های فیلم، میازاکی از معماری یونان باستان و «الگوهای شهری اروپا» الهام گرفت. برخی از معماری‌های این فیلم از یک شهر معدن کاری در ولز الهام گرفته شده است؛ میازاکی در اولین سفر خود به ولز در سال ۱۹۸۴، شاهد اعتصاب معدنچیان بریتانیا بود و فداکاری معدنچیان نسبت به به کار و جامعه را تحسین کرد. لاپوتا در ۲ اوت ۱۹۸۶ اکران شد و به پردرآمدترین فیلم انیمیشن سال ژاپن تبدیل شد. فیلم بعدی میازاکی، همسایه من توتورو، در کنار فیلم مدفن کرم‌های شب‌تاب به کارگردانی تاکاهاتا، در آوریل ۱۹۸۸ برای اطمینان از وضعیت مالی استودیو جیبوری منتشر شد. تولید همزمان دو فیلم باعث ایجاد بی نظمی بین کارکنان شد چون مدام بین پروژه‌ها جابه‌جا می‌شدند. همسایه من توتورو دارای موضوع رابطه بین محیط و بشریت است که این تضادی با فیلم نائوشیکا بود که بر تأثیر منفی فناوری بر طبیعت تأکید داشت. همسایه من توتورو با استقبال منتقدان روبرو شد ولی از نظر تجاری در گیشه موفق نبود. با این حال، بازاریابی فیلم موفقیت‌آمیز بود و فیلم به عنوان یک عنوان کلاسیک برچسب گذاری شد.
در سال ۱۹۸۷، استودیو جیبوری حق اقتباس سینمایی از رمان سرویس تحویل کی‌کی نوشته ایکو کادونو را به‌دست‌آورد. کار میازاکی بر همسایه من توتورو مانع کارگردانی این اقتباس شد؛ سوناو کاتابوچی به عنوان کارگردان و نوبویوکی ایشیکی به عنوان نویسنده فیلم‌نامه استخدام شدند. عدم رضایت میازاکی از اولین پیش نویس ایشیکی، او را وادار به ایجاد تغییراتی در پروژه کرد و در نهایت نقش کارگردان را به عهده گرفت. کادونو از تفاوت کتاب و فیلم‌نامه ناراضی بود. میازاکی و سوزوکی از کادونو دیدن کردند و او را به استودیو دعوت کردند و در نهایت کادونو اجازه داد تا پروژه ادامه یابد. در ابتدا قرار بود که فیلم یک قسمت ویژه ۶۰ دقیقه ای باشد ولی بعد از اینکه میازاکی فیلم‌نامه را کامل کرد، این عنوان به یک فیلم سینمایی گسترش یافت. سرویس تحویل کی‌کی در ۲۹ ژوئیه ۱۹۸۹ اکران شد و ۲٫۱۵ میلیارد ین در گیشه درآمد داشت  و به پردرآمدترین فیلم ژاپن در سال ۱۹۸۹ تبدیل شد.
از مارس تا مه ۱۹۸۹، میازاکی مجموعه مانگای هیکوتی جیدای را در مجله مدل گرافیکس  منتشر کرد. میازاکی تولید یک فیلم ۴۵ دقیقه ای مخصوص نمایش برای مسافران هواپیما را برای خطوط هوایی ژاپن آغاز کرد که بر اساس مانگا بود؛ با افزایش انتظارات، سوزوکی فیلم را به یک فیلم بلند با عنوان پورکو روسو گسترش داد. بخاطر پایان تولید فیلم همین دیروز (۱۹۹۱) به کارگردانی تاکاهاتا، میازاکی ابتدای تولید پورکو روسو را به‌طور مستقل مدیریت کرد. وقوع جنگ‌های یوگسلاو در سال ۱۹۹۱ بر میازاکی تأثیر گذاشت و لحن غم‌انگیز تری را برای فیلم ایجاد کرد؛  بعداً میازاکی از این فیلم به عنوان «حماقت» یاد می‌کند، زیرا لحن بالغ فیلم، برای کودکان نامناسب بود. فیلم مضامین ضد جنگ را بازتاب می‌داد که بعداً میازاکی در فیلم‌های بعدی به آن موضوع رجوع کرد. به دلیل آنکه شرکت هواپیمایی سرمایه‌گذار اصلی بود، فیلم نخستین بار برای مسافران هواپیما اکران شد و بعداً در سینما در ۱۸ ژوئیه ۱۹۹۲ اکران شد. این فیلم از نظر هنری و تجاری موفقیت‌آمیز بود،  و برای چندین سال به عنوان پردرآمدترین فیلم انیمیشن ژاپن باقی ماند.
استودیو جیبوری در اوت ۱۹۹۲ دفتر مرکزی خود را در کوگانی، توکیو ایجاد کرد. در نوامبر ۱۹۹۲، دو تبلیغ تلویزیونی به کارگردانی میازاکی توسط نیپون تلویژن (NTV) پخش شد: سورا ایرو نو تانه، یک تبلیغ ۹۰ ثانیه ای که بر اساس داستان مصور سورا ایرو نو تانه نوشته ریکو ناکاگوا و یوریکو امورا ساخته شد که به مناسبت چهلمین سالگرد نیپون تلویژن پخش شد؛  و ناندرو به عنوان یک تبلیغ ۱۵ ثانیه ای و چهار تبلیغ ۵ ثانیه ای پخش شد. میازاکی برای فیلم زمزمه قلب (۱۹۹۵) به کارگردانی یوشیفومی کوندو، فیلم‌نامه مصور را طراحی کرد و فیلم‌نامه را نوشت.

#### ظهور جهانی (۱۹۹۷–۲۰۰۸)
میازاکی کار بر فیلم‌نامه مصور شاهزاده مونونوکه را در اوت ۱۹۹۴ آغاز کرد، که اواخر دهه ۱۹۷۰، ایده و طرح‌های اولیه آن را در ذهن داشت. در طول تولید اثر، میازاکی با سد نویسنده مواجه شد و در آن زمان، درخواست تهیه موزیک ویدئو به جای خود، که آهنگی به همین نام توسط گروه چیج اند اسکا بود را پذیرفت. برای تولید موزیک ویدئو، میازاکی انیمیشن رایانه ای و انیمیشن سنتی را کنار هم گذاشت و این تکنیک را برای شاهزاده مونونوکه دوباره مورد استفاده قرار داد. موزیک ویدئو به جای خود به صورت یک ویدئو کوتاه پیش از اکران فیلم زمزمه قلب در سینماها به نمایش درآمد. علی‌رغم محبوبیت این موزیک ویدئو، سوزوکی گفت که بر آن تمرکز «۱۰۰ درصدی» داده نشد.

میازاکی از رندرینگ سه‌بعدی در شاهزاده مونونوکه (۱۹۹۷) برای ایجاد «گوشت اهریمن» بر بدن شخصیت اصلی و ترکیب آن بر روی شخصیت‌های دستی استفاده کرد. تقریباً در پنج دقیقه فیلم از تکنیک‌های مشابه استفاده شده است.

در ماه مه ۱۹۹۵، میازاکی گروهی از هنرمندان و انیماتورها را به جنگل‌های باستانی یاکوشیما و کوه‌های شیراکامی سانچی برد تا از محیط، عکس و طرح تهیه کنند. مناظر فیلم شاهزاده مونونوکه با الهام از طبعیت یاکوشیما ساخته شد. در طی تولید شاهزاده مونونوکه، میازاکی مضامین اکولوژیکی و سیاسی فیلم نائوشیکا از دره باد را دوباره بررسی کرد. میازاکی بر ۱۴۴٬۰۰۰ سِل فیلم نظارت داشت که حدود ۸۰٬۰۰۰ جزء سِل‌های اصلی انیمیشن بودند. شاهزاده مونونوکه با بودجه تخمینی ۲٫۳۵ میلیارد ین (تقریباً ۲۳٫۵ میلیون دلار آمریکا) تولید شد،  که در آن زمان، پرهزینه‌ترین ساخته استودیو جیبوری محسوب می‌شد. تقریباً پانزده دقیقه از فیلم از انیمیشن رایانه ای استفاده می‌کند: حدود پنج دقیقه از تکنیک‌هایی مانند رندرینگ سه‌بعدی، ترکیب دیجیتال و نقشه‌برداری نگاشت بافت استفاده می‌شود. ده دقیقه باقیمانده از جوهر و رنگ (سل انیمیشن) استفاده می‌کند. قرار بود از ۵٬۰۰۰ فریم نقاشی دیجیتالی استفاده شود اما بخاطر محدودیت‌های زمانی، فریم‌های دیجیتالی دو برابر شد و به ۱۰٬۰۰۰ فریم رسید.
شاهزاده مونونوکه در نخستین اکران خود در ۱۲ ژوئیه ۱۹۹۷ مورد تحسین منتقدان قرار گرفت و به اولین فیلم انیمیشنی تبدیل شد که جایزه آکادمی ژاپن برای بهترین فیلم سال را دریافت می‌کند. این فیلم از نظر تجاری نیز موفق بود و در مجموع ۱۴ میلیارد ین (۱۴۸ میلیون دلار آمریکا) درآمد کسب کرد. و برای چند ماه، به پردرآمدترین فیلم ژاپن تبدیل شد. شرکت میرامکس حق پخش فیلم را برای آمریکای شمالی خریداری کرد؛  در آن زمان، این اولین تولید استودیو جیبوری بود که درآمد قابل توجهی در ایالات متحده دریافت می‌کند. ولی در گیشه تا حدود زیادی ناموفق بود و فقط حدود ۳ میلیون دلار فروش داشت،  به هر حال این فیلم، استودیو جیبوری را به جهان معرفی کرد. میازاکی اعلام کرد که شاهزاده مونونوکه آخرین فیلم او خواهد بود.
در ژوئن ۱۹۹۷، شرکت توکوما شوتن با استودیو جیبوری ادغام شد. ایده فیلم بعدی میازاکی هنگام تعطیلات در یک کابین کوه با خانواده و پنج دختر جوان که از دوستان خانوادگی بودند، مطرح شد. در آنجا میازاکی فهمید که برای دختران ۱۰ ساله فیلمی خلق نکرده و تصمیم گرفت این کار را انجام دهد. برای الهام‌گیری، او مجله‌های مانگای شوجو مانند ناکایوشی و ریبون را مطالعه کرد، اما احساس کرد که آنها فقط موضوعاتی مثل «کراش داشتن و عشق بازی» را نشان می‌دهند و این چیزی نیست که دختران «آن را در قلب خود دوست دارند». بنابراین تصمیم گرفت که فیلمی دربارهٔ یک قهرمان زن تولید کند تا مخاطبان شوجو، با تحسین به او نگاه کنند. تولید این فیلم با نام شهر اشباح با بودجه ۱٫۹ میلیارد ین (۱۵ میلیون دلار آمریکا) در سال ۲۰۰۰ آغاز شد. مانند شاهزاده مونونوکه، کارمندان از تکنیک انیمیشن رایانه ای استفاده کردند اما این فناوری را فقط برای ارتقا ارائه داستان به کار بردند و تمام فیلم را رایانه ای نساختند. شهر اشباح با نمادهای طمع انسان سروکار دارد،  و یک سفر برزخی در قلمرو ارواح را به نمایش می‌کشد. فیلم در ۲۰ ژوئیه ۲۰۰۱ اکران شد که مورد تحسین بالای منتقدان قرار گرفت و از بزرگ‌ترین فیلم‌های دهه ۲۰۰۰ محسوب می‌شود. شهر اشباح برنده جایزه آکادمی ژاپن برای بهترین فیلم سال،  و جایزه اسکار بهترین فیلم پویانمایی شد. این فیلم از نظر تجاری نیز موفق بود و ۳۰٫۴ میلیارد ین (۲۸۹٫۱ میلیون دلار آمریکا) در گیشه کسب کرد  و به پردرآمدترین فیلم ژاپن تبدیل شد،  این رکورد تقریباً ۲۰ سال در اختیار شهر اشباح بود.
در سپتامبر ۲۰۰۱، استودیو جیبوری از ساخت فیلم قلعه متحرک هاول بر پایه رمانی به همین نام نوشته دیانا وین جونز خبر داد. در ابتدا مامورو هوسودا از توئی انیمیشن برای کارگردانی این فیلم انتخاب شد،  اما اختلافات بین هوسودا و مدیران استودیو جیبوری منجر به کنار گذاشته شدن او از پروژه شد. شش ماه بعد استودیو جیبوری، پروژه را دوباره زنده کرد. میازاکی بعد از خواندن رمان جونز، برای کارگردانی اثر الهام گرفت و تحت تأثیر قلعه ای که در حومه شهر حرکت می‌کند، قرار گرفت. رمان چگونگی حرکت قلعه را توضیح نداده بود، که منجر به استفاده از ایده‌های میازاکی شد. او برای بررسی معماری و محیط پیرامون صحنه فیلم به شهر کلمار و ریکویر در آلزاس فرانسه سفر کرد. او با الهام از آثار آلبرت روبیدا، مفاهیم «فناوری آینده» ، و هنر توهم قرن ۱۹ اروپا را به فیلم‌نامه اضافه کرد. فیلم به صورت دیجیتالی تولید شد اما شخصیت‌ها و پس زمینه‌ها قبل از دیجیتالی شدن با دست ترسیم شدند. قلعه متحرک هاول در ۲۰ نوامبر ۲۰۰۴ منتشر شد و مورد تحسین گسترده منتقدان قرار گرفت. فیلم در شصت و یکمین جشنواره فیلم ونیز جایزه اوسلای طلایی را بخاطر برتری در زمینه فنی دریافت کرد،  و نامزد جایزه اسکار بهترین فیلم پویانمایی شد. در ژاپن فیلم قلعه متحرک هاول در هفته اول اکران خود رکورد ۱۴٫۵ میلیون دلار فروش کرد. این فیلم با درآمد جهانی بیش از ۱۹٫۳ میلیارد ین در میان پردرآمدترین فیلم‌های ژاپن باقی ماند. میازاکی «جایزه افتخاری شیر طلایی یک عمر موفقیت» را در شصت و دومین جشنواره فیلم ونیز در سال ۲۰۰۵ دریافت کرد.
در مارس ۲۰۰۵، استودیو جیبوری از شرکت توکوما شوتن جدا شد. در دهه ۱۹۸۰، میازاکی با اورسولا لو گویین تماس گرفت و گفت که به تولید یک اقتباس سینمایی از مجموعه رمان‌های دریای زمین علاقه‌مند است؛ گویین که میازاکی را نمی‌شناخت، با اقتباس مخالفت کرد. اما چند سال بعد با تماشای فیلم همسایه من توتورو، با دادن حق اقتباس موافقت کرد. اورسولا لو گویین در اوت ۲۰۰۵ با سوزوکی (تهیه‌کننده استودیو جیبوری) ملاقات کرد. سوزوکی می‌خواست که پسر میازاکی، گورو میازاکی فیلم را کارگردانی کند، زیرا میازاکی قصد بازنشستگی داشت. گویین از اینکه میازاکی کارگردان فیلم نیست، ناامید شد، اما با تصور اینکه میازاکی بر کار پسرش نظارت خواهد کرد، حق تولید فیلم را اعطاء کرد. میازاکی بعداً با انتصاب گورو به عنوان کارگردان مخالفت و انتقاد کرد. میازاکی پس از تماشا فیلم، پیامی برای پسرش نوشت و گفت: «فیلم صادقانه ساخته شده بود، در کل خوب بود».
در سال ۲۰۰۶، میازاکی چند جلد رمان مانگا را طراحی کرد، از جمله سفر به تایموث. همچنین به عنوان ویراستار کار کرد و یک مانگای کوتاه نیز نوشت. تولید فیلم بعدی میازاکی، پونیو روی صخره کنار دریا، در مه ۲۰۰۶ آغاز شد. در ابتدا، از رمان پری دریایی کوچولو نوشته هانس کریستیان آندرسن الهام گرفته شد ولی در ادامه تولید، فیلم فُرم خود را گرفت. هدف میازاکی در فیلم این بود که معصومیت و نشاط جهان کودک را بازتاب دهد و قصد داشت فقط از تکنیک انیمیشن سنتی استفاده کند. او از نزدیک با آثار هنری درگیر بود و ترجیح داد که خودش دریا و موج را بکشد که از این تجربه نیز لذت برد. پونیو دارای ۱۷۰٬۰۰۰ فریم است که یک رکورد برای میازاکی محسوب می‌شود. دهکده ساحلی فیلم از تومونوئورا، یک شهر در پارک ملی سیتونایکا، الهام گرفته شد که میازاکی در سال ۲۰۰۵ در آنجا اقامت داشت. شخصیت اصلی فیلم، سوسکِه، براساس گورو میازاکی ساخته شد. پس از اکران در ۱۹ ژوئیه ۲۰۰۸، فیلم پونیو مورد تحسین منتقدان قرار گرفت و در سی و دومین جایزه آکادمی فیلم ژاپن، جایزه انیمیشن سال را دریافت کرد. فیلم با موفقیت ۱۰ میلیارد ین (۹۳٫۲ میلیون دلار آمریکا) در ماه اول خود با موفقیت تجاری نیز همراه بود و ۱۵٫۵ میلیارد ین در پایان سال ۲۰۰۸، آن را در میان پردرآمدترین فیلم‌های ژاپن قرار داد.

#### فیلم‌های بعدی (۲۰۰۹–تاکنون)

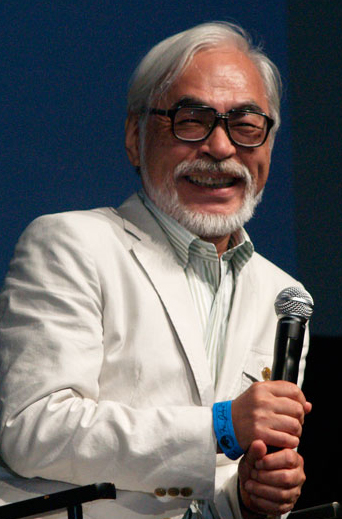
میازاکی در کامیک-کان سن دیگو سال ۲۰۰۹

در اوایل سال ۲۰۰۹، میازاکی شروع به نوشتن یک مانگا به نام باد برمی‌خیزد کرد که در آن داستان جیرو هوریکوشی طراح جنگنده میتسوبیشی زیرو را تعریف می‌کند. این مانگا نخستین بار در در ۲۵ فوریه و ۲۵ مارس ۲۰۰۹، در دو شماره از مجله مدل گرافیکس منتشر شد. بعداً میازاکی نویسندگی فیلم‌نامه آریتی (۲۰۱۰) و بر فراز تپه شقایق (۲۰۱۱) را به ترتیب کارگردانی هیروماسا یونه‌بایاشی و گورو میازاکی انجام داد. میازاکی می‌خواست فیلم بعدی او دنباله ای برای فیلم پونیو باشد اما سوزوکی وی را متقاعد کرد که به جای آن، مانگای باد برمی‌خیزد را برای فیلم اقتباس کند. در نوامبر ۲۰۱۲، استودیو جیبوری اعلام کرد که تولید باد برمی‌خیزد، در کنار فیلم ایسائو تاکاهاتا، افسانه شاهدخت کاگویا منتشر خواهد شد.
میازاکی پس از خواندن نقل قولی از جیرو هوریکوشی، برای خلق باد برمی‌خیزد اقدام می‌کند و می‌گوید: «تمام کاری که می‌خواستم انجام دهم این بود که چیزی زیبا بسازم». چندین صحنه در فیلم باد برمی‌خیزد از رمان تاتسو هوری با نام باد برخاسته است الهام گرفته شد، که در آن هوری در مورد تجربیات زندگی خود با نامزدش قبل از فوت از سل نوشت. نام شخصیت اصلی زن، نائوکو ساتومی، از رمان نائوکو هوری گرفته شده است. باد برمی‌خیزد منعکس کننده موضع صلح طلبانه میازاکی نیز هست، که مضامین کارهای قبلی خود را بیان می‌کند، ولی هدف فیلم محکوم کردن جنگ نبود. اولین اکران فیلم در ۲۰ ژوئیه ۲۰۱۳ بود،  و مورد تحسین منتقدان قرار گرفت؛ در سی و هفتمین جایزه آکادمی فیلم ژاپن به عنوان انیمیشن سال انتخاب شد ، و در هشتاد و ششمین دوره جوایز اسکار نامزد بهترین فیلم پویانمایی شد. این فیلم از نظر تجاری نیز موفق بود و ۱۱٫۶ میلیارد ین (۱۱۰ میلیون دلار آمریکا) در گیشه ژاپن درآمد کسب کرد و به پردرآمدترین فیلم ژاپن در سال ۲۰۱۳ تبدیل شد.
در سپتامبر ۲۰۱۳، میازاکی اعلام کرد که بخاطر کهولت سن، از تولید فیلم‌های بلند کناره‌گیری می‌کند، اما قصد دارد که به کار در نمایش‌های موزه جیبوری ادامه دهد. در نوامبر ۲۰۱۴، میازاکی جایزه اسکار افتخاری را دریافت کرد. او یک فیلم کوتاه انیمیشن کامپیوتری به نام بورو کاترپیلار ساخت که ایده آن نخستین بار در طی پیش تولید فیلم شاهزاده مونونوکه مورد بحث قرار گرفت. در ژوئیه ۲۰۱۷ به‌طور انحصاری در موزه جیبوری اکران شد. همچنین او در حال کار بر روی یک مانگای سامورایی بدون عنوان است. در اوت ۲۰۱۶، میازاکی از تولید یک فیلم بلند جدید به نام چطوری زندگی می‌کنی؟ خبر داد که بدون دریافت حق اقتباس، در حال تولید است. در دسامبر ۲۰۲۰، سوزوکی اظهار داشت که فیلم «نیمه تمام» است و افزود که انتظار ندارد تا سه سال دیگر اکران شود.
در ژانویه ۲۰۱۹، گزارش شد که وینسنت ماراوال، یکی از همکاران نزدیک میازاکی، با انتشار توئیتی گفته که ممکن است میازاکی برای تولید فیلم دیگری برنامه داشته باشد. در فوریه ۲۰۱۹، یک مستند چهار قسمتی از شبکه ان‌اچ‌کی با عنوان ۱۰ سال با هایائو میازاکی پخش شد که تولید فیلم‌های او در استودیوی خصوصی اش را مستند می‌کند. در سال ۲۰۱۹، میازاکی اقتباس موسیقی نائوشیکا از دره باد را تأیید کرد که توسط یک گروه کابوکی اجرا شد.

## آثار
| سال  | عنوان                                   | فعالیت   | فعالیت  | فعالیت    |
| سال  | عنوان                                   | کارگردان | نویسنده | تهیه‌کننده |
| ---- | --------------------------------------- | -------- | ------- | --------- |
| ۱۹۷۹ | قلعه کاگلیوسترو                         | بله      | بله     |           |
| ۱۹۸۴ | نائوشیکا از دره باد                     | بله      | بله     |           |
| ۱۹۸۶ | لاپوتا قلعه‌ای در آسمان                  | بله      | بله     |           |
| ۱۹۸۸ | همسایه من توتورو                        | بله      | بله     |           |
| ۱۹۸۹ | سرویس تحویل کی‌کی                        | بله      | بله     | بله       |
| ۱۹۹۲ | پورکو روسو                              | بله      | بله     |           |
| ۱۹۹۵ | زمزمه قلب                               |          | بله     |           |
| ۱۹۹۷ | شاهزاده مونونوکه                        | بله      | بله     |           |
| ۲۰۰۱ | شهر اشباح                               | بله      | بله     |           |
| ۲۰۰۴ | قلعه متحرک هاول                         | بله      | بله     |           |
| ۲۰۰۸ | پونیو روی صخره کنار دریا                | بله      | بله     |           |
| ۲۰۱۰ | آریتی                                   |          | بله     |           |
| ۲۰۱۱ | بر فراز تپه شقایق                       |          | بله     |           |
| ۲۰۱۳ | باد برمی‌خیزد                            | بله      | بله     |           |
| ۲۰۲۳ | چطور زندگی می‌کنی؟ (پسرک و مرغ ماهی‌خوار) | بله      | بله     |           |

## دیدگاه‌ها
«اگر وقت خود را صرف تماشای افراد واقعی نکنید، نمی‌توانید این کار [ساخت انیمه] را انجام دهید، زیرا هرگز آن را ندیده‌اید. برخی از افراد زندگی خود را فقط در این چیزها می‌گذرانند. تقریباً تمام انیمه‌ها از اساس مشاهده افراد واقعی تولید نمی‌شوند… این انیمه‌ها توسط افرادی تولید شده که تحمل نگاه به انسان‌های دیگر را ندارند. و به همین خاطر صنعت پر از اوتاکو است!»

هایائو میازاکی، مصاحبه تلویزیونی، ژانویه ۲۰۱۴
میازاکی اغلب با انتقاد از وضعیت فعلی صنعت انیمه سازی اظهار داشته که انیماتورها در ایجاد افراد، غیر واقع بینانه عمل می‌کنند. او گفت که انیمه «توسط افرادی تولید می‌شود که تحمل نگاه کردن به انسان‌های دیگر را ندارند … به همین خاطر صنعت پر از اوتاکو است!». او همچنین اغلب اوتاکو را مورد انتقاد قرار داده، از جمله متعصبان آن و اوتاکو را «یک طلسم» توصیف می‌کند و از معرفی خود به عنوان اوتاکو خودداری می‌کند.
در سال ۲۰۱۳، چندین نفر از کارمندان استودیو جیبوری، از جمله خود میازاکی، از سیاست‌های نخست‌وزیر ژاپن شینزو آبه و اصلاحیه قانون اساسی پیشنهادی انتقاد کردند. این پیشنهاد اجازه می‌دهد تا آبه، جنگ را به عنوان وسیله ای برای حل و فصل اختلافات بین‌المللی در نظر بگیرد. میازاکی گفت که آبه آرزو داشت «نام خود را به عنوان مردی بزرگ که قانون اساسی و تفسیرش را اصلاح می‌کند ثبت کند» و این اقدام را «حقیرانه» توصیف کرد. میازاکی مخالفت خود با انکار آبه از تجاوزات نظامی ژاپن را ابراز کرد و گفت ژاپن «باید به صراحت بگوید که [آنها] خسارت زیادی به چین وارد کردند و نسبت به آن ابراز پشیمانی عمیق کنند.» وی همچنین اظهار داشت که دولت ژاپن باید از زنان آسایشگر کره‌ای که در طول جنگ جهانی دوم به ارتش ژاپن خدمت کردند، «عذرخواهی مناسب» کند، همچنین او پیشنهاد کرد که جزایر سنکاکو باید «به دو نیم تقسیم شوند» یا توسط هر دو (ژاپن و چین) کنترل شوند. پس از اکران فیلم باد برمی‌خیزد در سال ۲۰۱۳، برخی از منتقدان آنلاین میازاکی، او را «خائن» و «ضد ژاپنی» خواندند و این فیلم را بیش از حد «چپ‌گرا توصیف کردند».
میازاکی در اعتراض به دخالت ایالات متحده آمریکا در جنگ عراق از حضور در هفتاد و پنجمین دوره جوایز اسکار در هالیوود، لس آنجلس در سال ۲۰۰۳ خودداری کرد و بعداً اظهار داشت که «مایل به بازدید از کشوری نیست که عراق را بمباران می‌کند». به درخواست تهیه‌کننده خود، میازاکی دلیل نیامدن به اسکار را علنی نکرد تا اینکه در کامیک-کان سن دیگو سال ۲۰۰۹ به درخواست دوست خود جان لستر، به آمریکا آمد و این موضوع را گفت. میازاکی در مورد تیراندازی در دفتر شارلی ابدو گفت که تصمیم مجله برای انتشار این محتوا علت اصلی این حادثه است و از آن انتقاد کرد. او گفت که کاریکاتور کردن چهره‌های مورد احترام فرهنگ‌های دیگر اشتباه است و به جای آن، باید سیاست مداران را کاریکاتور کرد. در نوامبر ۲۰۱۶، او گفت که تصور نمی‌کرد دونالد ترامپ به عنوان رئیس‌جمهور انتخاب شود و آن را «یک چیز وحشتناک» توصیف کرد و گفت که حریف سیاسی ترامپ، هیلاری کلینتون هم «وحشتناک است».

## درون‌مایه انیمیشن‌ها
آثار میازاکی روایت‌گر درون‌مایه‌هایی مانند محیط زیست‌گرایی، صلح‌جویی، فمینیسم، عشق و خانواده است. همچنین در روایت‌های او، ضدقهرمان به عنوان یک فرد نامهربان یا بدون احساس همدردی، در مقابل قهرمان قرار نمی‌گیرد که این روایت میازاکی نیز قابل توجه رسانه‌ها است.
اغلب فیلم‌های میازاکی بر محیط زیست و نابودی زمین تأکید دارند. مارگارت تالبوت می‌نویسد که میازاکی از تکنولوژی مدرن بدش می‌آید و معتقد است که بسیاری از فرهنگ مدرن «نازک، کم عمق و جعلی» است؛ میازاکی زمانی را پیش‌بینی می‌کند که «دیگر هیچ برج بلندی وجود ندارد».  میازاکی در دوره شووا از سال ۱۹۵۵ تا ۱۹۶۵ از رشد بشریت ناامید شد زیرا «طبیعت - کوه‌ها و رودخانه‌ها - به نام پیشرفت اقتصادی نابود شدند.» پیتر شلساز از روزنامه The Imaginative Conservative می‌نویسد که چندین ضد قهرمان از فیلم‌های میازاکی «تلاش می‌کنند تا از طریق سلطه سیاسی، بر طبیعت مسلط می‌شوند که در نهایت هم برای طبیعت و هم برای تمدن بشری مخرب می‌شوند.». میازاکی منتقد سرمایه‌داری، جهانی شدن و تأثیرات آنها بر زندگی مدرن است. رام پراکاش دوویدی به برخی از ارزش‌های مهاتما گاندی در فیلم‌های میازاکی اشاره می‌کند.
چندین فیلم میازاکی دارای مضامین ضد جنگ است. دایسوکه آکیموتو از Animation Studies، فیلم پورکو روسو را به عنوان «تبلیغات ضد جنگ» طبقه‌بندی کرد. او معتقد است که شخصیت اصلی، پورکو، تا حدی بخاطر بیزاری شدید از نظامی گری تبدیل به خوک می‌شود. آکیموتو می‌نویسد که باد برمی‌خیزد منعکس کننده موضع صلح طلبانه میازاکی است، علی‌رغم اینکه فیلم تلاش نمی‌کند تا جنگ را «نکوهش» کند. پیتر شلساز بر اساس شخصیت اصلی فیلم شاهزاده مونونوکه، آشیتاکا، این فیلم را به عنوان یک فیلم صلح طلب معرفی می‌کند؛ شخصیت اشیتاکا به جای پیوستن به کارزار انتقام از بشریت برای صلح تلاش می‌کند. دیوید لو و لیندا گودو استدلال می‌کنند که هر دو فیلم نائوشیکا از دره باد و شاهزاده مونونوکه، یک شَرِ سنتی را به تصویر نمی‌کشند، بلکه ریشه‌های بودایی شیطانی را نشان می‌دهند: حرص و طمع، دشمنی و توهم؛ طبق بودیسم، ریشه‌های شر باید به «سخاوت، مهربانی و خردمندی» تبدیل شوند تا از رنج عبور کنند و هر دو نائوشیکا و آشیتاکا این موضوع را بازتاب می‌دهند. وقتی شخصیت‌های فیلم‌های میازاکی مجبور به اعمال خشونت می‌شوند، این خشونت به صورت یک کار دشوار نشان داده می‌شود؛ در فیلم قلعه متحرک هاول، هاول مجبور می‌شود در دفاع از کسانی که دوستشان دارد نبردی گریزناپذیر انجام دهد و تقریباً نابود می‌شود، هرچند که در نهایت با عشق و شجاعت سوفی نجات پیدا می‌کند.
توشیو سوزوکی، تهیه‌کننده و از همکاران نزدیک میازاکی، میازاکی را فمینیست توصیف می‌کند. میازاکی شخصیت‌های زن خود را «دختران شجاع و خودکفا توصیف کرده که برای انجام دادن کاری، دو بار فکر نمی‌کنند و برای آنچه برای آنها باور دارند با جان و دل می‌جنگند»، البته او گفت که شاید یک شخصیت زن «به یک دوست، یا یک حامی نیاز داشته باشند، اما هرگز ناجی نیستند.» و «هر زنی به اندازه هر مردی توانایی قهرمان شدن را دارد». نائوشیکا از دره باد به خاطر تصویرسازی مثبت از زنان، خصوصاً قهرمان اصلی نائوشیکا مورد ستایش قرار گرفت. پیتر شلساز اشاره می‌کند که شخصیت‌های زن فیلم‌های میازاکی عینیت یا جاذبه جنسی ندارند و دارای خصوصیات پیچیده و فردی هستند، موضوعی که در محصولات هالیوودی غایب است. پیتر شلساز همچنین به عنصر «به بلوغ رسیدن» قهرمانان فیلم‌های میازاکی اشاره می‌کند و هر شخصیت در طی فیلم، «شخصیت و نقاط قوت فردی» خود را کشف می‌کنند. گابریل بلوت از مجله آتلانتیک می‌نویسد که میازاکی در فیلم‌هایش «درک کاملی از پیچیدگی‌های معنای زن بودن را نشان می‌دهد.». او به فیلم نائوشیکا از دره باد استناد می‌کند و از چالش فیلم برای انتظارات جنسیتی، و ماهیت قوی و مستقل شخصیت نائوشیکا را ستایش می‌کند.
میازاکی نگران احساس کنجکاوی در جوانان است و به دنبال حفظ مضامین عشق و خانواده در فیلم‌های خود است. مایکل توسکانو از Curator می‌نویسد که میازاکی از «کودکان ژاپنی که تحت تأثیر فرهنگ مصرف و محافظت بیش از حد، تحصیلات منفعت طلبانه، منصب‌گرایی (شغل‌گرایی)، صنعت‌گرایی فنی و سکولاریسم قرار می‌گیرند که در حال بلعیدن آنیمیسم بومی ژاپن است، می‌ترسد». پیتر شلساز می‌نویسد که چندین اثر میازاکی دارای مضامین عشق و رمانتیک هستند اما بر «نحوه یکی شدن افراد تنها و آسیب‌پذیر [ازدواج] و ایجاد یک روابط و مسئولیت متقابل، که به‌طور کلی برای همه افراد اطراف منفعت دارد» تأکید می‌کند. وی همچنین نوشت که بسیاری از شخصیت‌های اصلی فیلم‌های میازاکی تصویری مطلوب از خانواده‌ها ارائه می‌دهند، در حالی که بقیه ناکارآمد هستند. او معتقد است که خانواده غیر بیولوژیکی در فیلم قلعه متحرک هاول (متشکل از هاول، سوفی، مارکل، جادوگر و هین) پیامی امیدواری می‌دهد: «افراد طرد شده توسط جامعه می‌توانند مکانی سالم برای تعلق پیدا کنند.»

## روند خلق و تأثیرات
میازاکی برای خلق داستان، از فیلمنامه‌های سنتی چشم پوشی می‌کند و در عوض، داستان فیلم را در هنگام طراحی فیلم‌نامهٔ مصور (استوری بورد) توسعه می‌دهد. او می‌گوید که «ما هرگز نمی‌دانیم داستان به کجا خواهد کشید و ما فقط با ادامه کار، بر [داستان] فیلم کار می‌کنیم.» میازاکی در هر یک از فیلم‌های خود از روش‌های انیمیشن سنتی استفاده کرده و هر فریم را با دست ترسیم می‌کند. تصاویر تولید شده توسط رایانه در چندین فیلم بعدی او استفاده شد که اولین بار با شاهزاده مونونوکه شروع شد تا جلوه بصری فیلم را غنی کند، هر چند خودش می‌گوید که هر فیلم می‌تواند «نسبت مناسب بین کار با دست و کامپیوتر را حفظ کند… و هنوز هم می‌توانند فیلم‌های من را دو بعدی بنامند.» میازاکی بر هر یک فریم از فیلم‌هایش نظارت دارد.
میازاکی چندین هنرمند ژاپنی را به عنوان تأثیرات خود ذکر کرده، از جمله سانپی شیراتو،  اوسامو تزوکا، سوجی یاماکاوا،  و ایسائو تاکاهاتا. تعدادی از نویسندگان غربی نیز بر آثار وی تأثیر گذاشته‌اند، از جمله فردریک بک،  لوئیس کارول،  رولد دال،  ژان ژیرو،  پل گریمو،  اورسولا لو گویین،  و یوری نورشتاین، و همچنین استودیوی آردمن انیمیشن (به‌طور خاص آثار نیک پارک). آثار خاصی که میازاکی را تحت تأثیر قرار داده‌اند عبارتند از قلعه حیوانات (۱۹۴۵)، ملکه برفی (۱۹۵۷)، و شاه و پرنده (۱۹۸۰); گفته می‌شود که فیلم ملکه برفی تشکیل دهنده واقعی فیلم‌شناسی میازاکی است و بر آموزش و کار او تأثیر می‌گذارد. هنگام متحرک سازی کودکان خردسال در هنگام تولید فیلم، میازاکی اغلب از فرزندان دوستانش و خاطرات دوران کودکی خود الهام می‌گیرد.
از میازاکی به عنوان منبع الهام بسیاری از انیماتورها، کارگردانان و نویسندگان در سراسر جهان نام برده شده که شامل وس اندرسن،  جیمز کامرون،  دین دبلوا،  گی‌یرمو دل تورو،  پیت داکتر،  مامورو هوسودا،  بونگ جون-هو،  گلن کین،  تراویس نایت،  جان لستر،  نیک پارک،  هنری سیلیک،  ماکوتو شینکای،  و استیون اسپیلبرگ است. گلن کین گفت که میازاکی «تأثیر زیادی» در استودیو انیمیشن والت دیزنی دارد و از زمان اکران فیلم امدادگران: مأموریت زیرزمینی (۱۹۹۰)، «بخشی از میراث ما» بوده است. هنرمندان پیکسار و آردمن انیمیشن با ادای احترامی، طی پیامی گفتند: «شما الهام بخش ما هستید، میازاکی سان!». او همچنین منبع الهام طراحان بازی‌های ویدیویی نیز بوده که شامل شیگرو میاموتو و هیرونوبو ساکاگوچی،  و آواتار: آخرین بادافزار، و بازی ویدیویی آوری و جنگل کور (۲۰۱۵) است.

## زندگی شخصی
میازاکی در اکتبر ۱۹۶۵ با همکار انیماتور آکمی اوتا ازدواج کرد. این زوج دو پسر دارند: گورو، متولد ژانویه ۱۹۶۷ و کیسوکه، متولد آوریل ۱۹۶۹. تعهد میازاکی به کارش به رابطه او و گورو آسیب رساند، زیرا میازاکی اغلب غایب بود و پسرش را زیاد نمی‌دید. گورو در تلاش برای درک «پدر» کارهای پدرش بود، زیرا این دو به ندرت صحبت می‌کردند. در حین تولید فیلم حکایت دریای زمین در سال ۲۰۰۶، گورو گفت که پدرش «به عنوان پدر صفر نمره می‌گیرد اما به عنوان کارگردان فیلم‌های انیمیشن نمره کامل». خواهرزاده میازاکی، می اوکویاما، که الهام بخش شخصیت می در فیلم همسایه من توتورو بود، با هنرمند انیمیشن دایسوکه سوچیمی ازدواج کرده است.

## جوایز و نامزدی‌ها
میازاکی برای فیلم قلعه کاگلیوسترو (۱۹۷۹) برنده جایزه افیجی نوبورو در جایزه فیلم ماینیچی شد. همچنین او برای عناوین نائوشیکا از دره باد (۱۹۸۴)، لاپوتا قلعه‌ای در آسمان (۱۹۸۶)، و همسایه من توتورو (۱۹۸۸)، و جایزه فیلم ماینیچی برای بهترین فیلم پویانمایی برای سرویس تحویل کی‌کی (۱۹۸۹)، پورکو روسو (۱۹۹۲)، شاهزاده مونونوکه (۱۹۹۷)، شهر اشباح و فیلم کوتاه شکار نهنگ (هر دو در ۲۰۰۱) برنده حوایز شد.همچنین شهر اشباح برنده جایزه اسکار بهترین فیلم پویانمایی نیز شد،  و قلعه متحرک هاول (۲۰۰۴) و باد برمی‌خیزد (۲۰۱۳) نامزدی دریافت کردند. او در نوامبر ۲۰۱۲، بخاطر مشارکت‌های برجسته فرهنگی، از طرف دولت ژاپن عنوان شخص افتخار فرهنگ را دریافت کرد. از دیگر افتخارات وی می‌توان به هشت جایزه انیمه توکیو،  هشت جایزه کینما جونپو،  شش جایزه آکادمی فیلم ژاپن،  پنج جایزه آنی،  و سه جایزه از جایزه بزرگ انیمه و جشنواره فیلم ونیز اشاره کرد.
او برای انیمیشن پسرک و مرغ ماهی خوار جایزه بهترین انیمیشن گلدن گلوب، بفتا و اسکار سال ۲۰۲۴ را دریافت کرد.

## واژه‌نامه
1. ↑  Tetsuji Fukushima
2. ↑  Soji Yamakawa
3. ↑  concept artist
4. ↑  Akitsu Saburō
5. ↑  Boys and Girls Newspaper (少年少女新聞, Shōnen shōjo shinbun)
6. ↑  Evil Lord of the Desert (沙漠の魔王, Sabaku no maō)
7. ↑  key animation
8. ↑  storyboard
9. ↑  Teruki Tsutomu
10. ↑  Zuiyō Eizō
11. ↑  Telecom Animation Film
12. ↑  Kyosuke Mikuriya
13. ↑  Prince who became a dog
14. ↑  Rowlf
15. ↑  Yutaka Fujioka
16. ↑  Osamu Kameyama
17. ↑  Warring States Demon Castle (戦国魔城, Sengoku ma-jō)
18. ↑  Yasuyoshi Tokuma
19. ↑  Nibariki
20. ↑  Nobuyuki Isshiki
21. 1 2  Model Graphix
22. ↑  Sora Iro no Tane
23. ↑  Yuriko Omura
24. ↑  Nandarou
25. ↑  A Trip to Tynemouth
26. ↑  artwork
27. ↑  Sōsuke
28. ↑  Kaze Tachinu (風立ちぬ, The Wind Rises)
29. ↑  Naoko Satomi
30. ↑  John Lasseter
31. ↑  Margaret Talbot
32. ↑  Peter Schellhase
33. ↑  Ram Prakash Dwivedi
34. ↑  Daisuke Akimoto
35. ↑  Ashitaka
36. ↑  David Loy
37. ↑  Linda Goodhew
38. ↑  Gabrielle Bellot
39. ↑  Michael Toscano
40. ↑  Osamu Tezuka
41. ↑  Soji Yamakawa
42. ↑  Akemi Ota
43. ↑  Keisuke
44. ↑  Mei Okuyama
45. ↑  Daisuke Tsutsumi

## یادداشت
1. ↑  شاهزاده مونونوکه عنوان پردرآمدترین فیلم ژاپن را داشت ولی چند ماه بعد، تایتانیک جای آن را گرفت.[۱]
2. ↑  فیلم شهر ارواح پردرآمدترین فیلم ژاپن بود تا اینکه در دسامبر ۲۰۲۰، توسط شیطان‌کش: فیلم کیمتسو نو یائیبا: قطار موگن جای آن گرفته شد.[۲]
3. ↑  برادران میازاکی: آراتا (زاده ژوئیه ۱۹۳۹)، یوتاکا (زاده ژانویه ۱۹۴۴)، و شیرو.[۴]
4. ↑  میازاکی بعداً در زندگی اعتراف کرد که نسبت به سودآوری خانواده‌اش از جنگ و سبک زندگی ثروتمند آنان، احساس گناه می‌کرده است.[۸]
5. ↑  میازاکی شخصیت کاپیتان دولا در لاپوتا قلعه‌ای در آسمان را بر اساس شخصیت مادرش بنا نهاد، و اشاره کرد که «مادر من چهار پسر داشت، اما هیچ‌یک از ما جرأت مخالفت با او را نداشتیم».[۱۰]
6. ↑  (McCarthy 1999) اظهار داشت: «در آن زمان مد بود که موفقیت به عنوان نویسنده مانگا احمقانه است و میازاکی این را می‌دانست، اما تصمیم گرفت احساسات واقعی خود را در کار خود دنبال کند حتی اگر این احمقانه به نظر برسد.»[۱۸]
7. ↑  (Cavallaro ۲۰۰۶) اظهار می‌دارد: «نائوشیکا یک موفقیت بی‌سابقه در دنیای انیمیشن ژاپنی است و هر یک از علاقه‌مندان معاصر میازاکی باید قدردان آن باشد.» [۶۴]
8. 1 2  (Napier 1998) اظهار می‌دارد: «نائوشیکا... دارای عناصر فداکارانه ای است، که آنان را با یک شخصیت فعال و مصمم ترکیب می‌کند تا قهرمان کاملاً قدرتمند و در عین حال کاملاً زنانه ارائه دهد.»[۶۷]
9. ↑  به نقل از میازاکی، (McCarthy 1999) نوشت: «من به قصد ارائه پیامی به بشریت فیلم نمی‌سازم. هدف اصلی من در یک فیلم این است که تماشاگران از این فیلم خوشحال شوند.»[۶۸]
10. ↑  توشیو سوزوکی، تهیه‌کننده، اظهار داشت: «روند ساخت همزمان دو فیلم استودیو، هرج و مرج محض بود. فلسفه استودیو مبنی بر عدم کاهش کیفیت باید حفظ می‌شد، بنابراین به انجام رساندن این کارها تقریباً غیرممکن به نظر می‌رسید. در همان زمان، هیچ‌کس در استودیو نمی‌خواست از فرصت ساخت هر دو فیلم بگذرد.»[۷۲]
11. 1 2  Akimoto می‌نویسد: «پورکو روسو را می‌توان به عنوان (تبلیغات ضد جنگ) دسته‌بندی کرد… این فیلم خاطره مهم جنگ، به ویژه دوره میان‌دوجنگ و دوران پس از جنگ سرد را روایت می‌کند.» [۸۵]
12. ↑  میازاکی از موفقیت پورکو روسو تعجب کرد زیرا او فیلم را «بیش از حد غیرمعتارف برای مخاطبان عام کودکان نوپا تا پیرمرد» می‌دانست.[۸۱]
13. ↑  مانند شاهزاده مونونوکه میازاکی در ۱۹۹۷، پورکو روسو به عنوان پردرآمدترین فیلم انیمیشن در ژاپن تبدیل شد.[۸۱]
14. ↑  (Cavallaro ۲۰۰۶) می‌نویسد: «ارتباط کوندو با میازاکی و تاکاهاتا به دوران مشترک آنها در استودیو A-Pro برمی گردد… همچنین او جانشین احتمالی میازاکی بود ولی در سال ۱۹۹۸ در سن ۴۷ سالگی، قربانی آنوریسم شد و به طرز فجیعی درگذشت.»[۸۹]
15. ↑  (McCarthy ۱۹۹۹) می‌نویسد: «آرمان‌گرایی نائوشیکا از دره باد، باعث گسرتش چشم‌انداز میازاکی شد تا پرنسس بالغ و مهربانی را [در فیلم شاهزاده مونونوکه] خلق کند.» [۹۹]
16. ↑  شاهزاده مونونوکه عنوان پردرآمدترین فیلم ژاپن را داشت ولی چند ماه بعد، تایتانیک جای آن را گرفت.[۱]
17. ↑  (Tasker ۲۰۱۱) می‌نویسد: «شاهزاده مونونوکه نه تنها رکوردهای گیشه ژاپن را شکست بلکه به یقین در بازارهای جهانی هم ظهور کرد (از طریق توافق‌نامه توزیع با دیزنی)، که این موضوع نقطه عطفی در زندگی میازاکی بود.»

[۱۰۷]
18. ↑  (Gold 2016) می‌نویسد: «تبدیل شدن پدر و مادر چی‌چیرو به خوک، نمادی از چگونگی حریص شدن بعضی از انسان‌ها است … افرادی بودند که در حباب اقتصادی دهه ۱۹۸۰ ژاپن «به خوک تبدیل شدند» و هنوز این افراد متوجه نشده‌اند که به خوک تبدیل شده‌اند.»[۱۱۰]
19. ↑  قهرمان اصلی فیلم چی‌چیرو، در محیط ماورا طبیعی خارج از مرزهای جامعه ایستاده است. استفاده از کلمه Kamikakushi (به معنای «پنهان‌شده توسط خدایان») در عنوان ژاپنی فیلم، این فرضیه را تقویت می‌کند. (Reider 2005) می‌نویسد: «Kamikakushi حکم «مرگ اجتماعی» در این جهان است و بازگشت از Kamikakushi به این جهان به معنای «رستاخیز اجتماعی» است.»
[۱۱۱]
20. ↑  فیلم شهر ارواح پردرآمدترین فیلم ژاپن بود تا اینکه در دسامبر ۲۰۲۰، توسط دیو کش: فیلم کیمتسو نو یائیبا: قطار موگن جای آن گرفته شد.[۲]
21. ↑  به نقل توشیو سوزوکی، تهیه‌کننده، (Cavallaro 2015) می‌نویسد: «گفته می‌شود که میازاکی به‌طور ذاتی نسبت به هنرمندانی که در آن زمان «هنر توهم» را در اروپا ترسیم می‌کردند، احساس علاقه می‌کند … آنها تصاویر بسیاری می‌کشیدند که که قرن بیستم چگونه است. آنها توهم داشتند و به هیچ وجه متوجه نمی‌شدند. از آنجا که آنان توهم داشتند، آنچه میازاکی در این تصاویر تشخیص می‌دهد ظرفیت منحصر به فرد آنها در برانگیختن جهانی است که در آن هم علم وجود دارد و هم جادو.»
[۱۲۲]
22. ↑  (Foundas 2013) می‌نویسد: «باد برمی‌خیزد همچنان مضامین صلح طلبانه [پیشین میازاکی] در نائوشیکا و شاهزاده مونونوکه را ادامه می‌دهد و اشتهای انسان برای نابودی و سرعت استفاده از فناوری‌های جدید را روایت می‌کند.»[۱۴۵]
23. ↑  حزب آبه اجرای اصل ۹۶ قانون اساسی ژاپن را پیشنهاد کرد، این اصل، اجازه می‌دهد تا در قانون اساسی بازنگری شود. در نتیجه، این به آبه اجازه می‌دهد تا اصل نهم قانون اساسی ژاپن که جنگ را به عنوان وسیله ای برای حل و فصل اختلافات بین‌المللی غیرقانونی می‌داند، اصلاح کند.[۱۶۲]
24. ↑  میازاکی اظهار داشت: «ناگفته نماند که من با اصلاح قانون اساسی مخالفم … من از کمبود دانش در بین رهبران دولت و احزاب سیاسی در مورد واقعیت‌های تاریخی متعجب شده‌ام. افرادی که به‌طور کافی فکر نمی‌کنند نباید در قانون اساسی دخالت کنند.»[۱۶۴]
25. ↑  میازاکی اظهار داشت: «من فکر می‌کنم که کاریکاتور کردن چهره‌های مورد احترام فرهنگ دیگری اشتباه است. شما نباید این کار را انجام دهید … به جای انجام چنین کاری، باید کاریکاتورهای سیاستمداران کشور خود را بسازید.» [۱۶۶]
26. ↑  در مورد شهر ارواح، (میازاکی ۲۰۰۲) می‌گوید: «قهرمان [به جایی پرتاب می‌شود که خوب و بد در آن زندگی می‌کنند. [...] او موفق شده است نه به این دلیل که «شر» را نابود کرده باشد، بلکه بخاطر اینکه توانایی زنده ماندن را پیدا کرده است.»[۱۷۲]
27. ↑  در (Cappello 2005), تالبوت می‌نویسد: «یکبار میازاکی به‌طور نه کاملاً شوخی گفت که منتظر است توکیو توسط اقیانوس غوطه ور شود و برج NTV (نیپون تلویژن) به یک جزیره تبدیل شود، زمانی که جمعیت انسانی به شدت کاهش می‌یابد و دیگر هیچ برج بلندی وجود نداشته باشد.»[۱۷۴]
28. ↑  (Schellhase 2014) می‌نویسد: «اکثر شرورهای واقعی در فیلم‌های میازاکی استثمارگر هستند: [شخصیت] تولمکیان در فیلم نائوشیکا از دره باد می‌خواهند یک جنگجوی غول پیکر فوق‌العاده مخرب را زنده کنند. شاهزاده سایه دار مسکو در فیلم لاپوتا قلعه‌ای در آسمان، که امیدوار است بتواند از قدرت یک شهر پرنده برای سلطه بر جهان استفاده کند. یا مادام سلیمن در فیلم قلعه متحرک هاول، جادوگری که تلاش می‌کند تمام شعبده‌بازهای سرزمین را تحت کنترل خود درآورد و آنها را به هیولاهای جنگی خود تبدیل کند.»[۱۶۸]
29. ↑  (Akimoto 2014) می‌نویسد: «پورکو به یک خوک تبدیل شد زیرا از سه عامل زیر متنفر بود: انسان (خودخواهی)، دولت (ملی‌گرایی) و جنگ (نظامی گری).» [۸۵]
30. ↑  در (The Birth of Studio Ghibli 2005), توشیو سوزوکی می‌گوید: «میازاکی در واقع یک فمینیست است. او همچنین این عقیده را دارد که برای موفقیت، شرکت‌ها باید موفقیت کارمندان زن خود را نیز ممکن کنند. شما می‌توانید این نگرش را در فیلم شاهزاده مونونوکه مشاهده کنید: همه شخصیت‌های کار در کارخانه آهن سازی، زنان هستند. سپس در فیلم پورکو روسو هواپیمای پورکو به‌طور کامل توسط زنان بازسازی می‌شود.»[۱۸۰]
31. ↑  (Schellhase 2014) می‌نویسد: «شخصیت‌های زن میازاکی عینیت ندارند و بیش از حد دارای جاذبه جنسی نیستند. آنها به اندازه شخصیت‌های مردانه یا حتی بیشتر پیچیده و مستقل هستند. شخصیت‌های زن و مرد به‌طور یکسان، افرادی منحصر به فرد، با کنجکاوی‌های خاص و حتی ناسازگاری مانند افراد واقعی هستند. همچنین آنها قابل تشخیص از مردانه یا زنانه هستند، اما مجبور نیستند در نقش‌های جنسیتی کاملاً مشخص شده، تعریف شوند. جاذبه جنسی به اندازه شخصیت و روابط مهم نیست. اگر این فمینیسم باشد، هالیوود به خیلی بیشتر از آن احتیاج دارد.»
[۱۶۸]
32. ↑  (Schellhase 2014) می‌نویسد: «شاهدخت نائوشیکا، به عنوان یک رهبر، برای نجات مردم خود و ملکه شدن، با موفقیت از بحران شدید سیاسی و اکولوژیکی عبور می‌کند. روایت فیلم کی‌کی که در آن «جادوگر جوان برای تمرین» خود را در یک شهر غریب مستقر می‌کند و شادی‌ها و تجربه‌های وابستگی متقابل انسان‌ها را تجربه می‌کند. در فیلم شهر ارواح، چهیرو باید سخت کار کند و بر مشکلات غلبه کند تا پدر و مادر خود را از حیوان نجات دهد. قهرمان فیلم هاول سوفی یک «روح پیر» است، اما نفرین جادوگر حسود او را به سفری غیرمنتظره می‌فرستد که در آن او و هاول هر دو یادمی‌گیرند که بار عشق و مسئولیت را به دوش بکشند. اوم، قهرمان فیلم بر فراز تپه شقایق، در ابتدای فیلم بسیار پخته و مسئولیت پذیر است، اما در طول داستان، درک او رشد می‌کند و قادر به مقابله با غم از دست دادن پدرش است.» [۱۶۸]
33. ↑  (Schellhase 2014) می‌نویسد: «میازاکی به ویژه نگران از دست دادن حس کنجکاوی جوانان ژاپنی از زندگی در جهانی کاملاً ناامید و مادی است.»[۱۶۸]
34. ↑  (Schellhase 2014) می‌نویسد: «بسیاری از قهرمانان جوان [میازاکی] فاقد یک یا هر دو والدین هستند. بعضی از والدین الگوهای بدی هستند مثل پدر و مادر پر خور چهیرو [در فیلم شهر ارواح]، یا مادر کم عمق سوفی [در فیلم قلعه متحرک هاول]. برخی از خانواده‌ها فقط کارایی ندارند، مانند دزدان دریایی آسمان در فیلم لاپوتا، [یا در فیلم لاپوتا] پسران در حالی که پدرشان تمام وقت خود را به صورت خلوت در موتورخانه می‌گذراند، بر روی بندهای پیش بند مادرانه دولا آویزان شده‌اند. اما خانواده‌هایی واقع بین، پایدار و دارای پدرانی کوشا و متعهد و مادرانی دلسوز و فداکار در فیلم‌های همسایه من توتورو، پونیو و بر فراز تپه شقایق وجود دارند.» [۱۶۸]
35. ↑  میازاکی و ژان ژیرو در کارهای یکدیگر تأثیرگذار بودند و در نتیجه تحسین متقابل، با هم دوست شدند.[۱۹۰] ژان ژیرو نمایشگاهی از آثار خود را با عنوان Miyazaki et Moebius: Deux Artistes Dont Les Dessins Prennent Vie (دو نقاشی از زندگی خودشان) از دسامبر ۲۰۰۴ تا آوریل ۲۰۰۵ برگزار کرد که هر دو هنرمند در افتتاحیه نمایشگاه شرکت کردند.[۱۹۱]
36. ↑  نمایشگاهی براساس آثار استودیو آردمن انیمیشن از سال ۲۰۰۶ تا ۲۰۰۷ در موزه جیبوری برگزار شد.[۱۹۳] بنیانگذاران آردمن انیمیشن پیتر لرد و دیوید اسپروسون در ماه مه ۲۰۰۶ از این نمایشگاه بازدید کردند و در آنجا با میازاکی نیز دیدار کردند.[۱۹۴]